# Monetazione austriaca in Italia
La monetazione austriaca in Italia è l'insieme delle emissioni di monete operata dal governo austriaco in Italia dal passaggio del milanese dagli Asburgo di Spagna al ramo austriaco nel 1706 sino al crollo del Regno Lombardo-Veneto nel 1859.

## Storia
La coniazione delle monete austriache in Lombardia coincise con il passaggio del milanese dagli Asburgo di Spagna al ramo austriaco nel 1706, anno al quale vengono ascritte le prime parpagliole coniate da Carlo VI d'Asburgo. Gli oltre due secoli di amministrazione spagnola, però, avevano radicato l'utilizzo del ducato milanese così fortemente che nemmeno la parentesi della dominazione francese di inizio Settecento (a cui poi succedette quella austriaca) riuscì a far prevalere nuove monete.
Sarà l'Imperatrice Maria Teresa d'Austria a stabilire per prima la coniazione di monete specifiche per il Ducato di Milano, riformando completamente il sistema monetario pur mantenendo come unità di base lo scudo d'argento che, per dimensione e materiale, era accettato e riconosciuto dal popolo. Nel ducato di Mantova venne mantenuta pressoché identica la precedente monetazione estense.
Riforme radicali al sistema monetario austriaco in Italia pervennero dopo il passaggio di Napoleone quando, restaurato Francesco II introdusse il sistema centesimale.
L'Austria coniò monete nel milanese ininterrottamente dal 1706 al 1859 con un unico grande periodo di interruzione dal 1796 al 1815 dato dalla dominazione napoleonica ed un piccolo salto nel 1848 in corrispondenza dei movimenti rivoluzionari che instaurarono per breve tempo un governo alternativo.

## Le zecche
L'avvento austriaco in Lombardia cancellò molte di quelle zecche che nel periodo sforzesco e visconteo avevano popolato il territorio, riducendo i centri di produzione di modo da accentrare lo smistamento delle monete nelle zecche dei capoluoghi.
Raccogliamo qui la lista completa delle zecche attive nei territori austriaci dalla loro annessione con l'Impero sino al termine delle coniazioni per l'Austria:
- Milano (1706-1859)
- Venezia (1815-1859)
- Mantova (1750-1859)
- Gorizia (1783-1802)

Parallelamente, alcune zecche si preoccuparono di coniare monete per conto dell'Impero e in cambio alcune zecche imperiali austriache coniarono monete per la dominazione italiana. Tra queste ricordiamo le zecche di:
- Günzburg
- Hall
- Kremnitz
- Schmöllnitz
- Vienna

### Simboli sulle monete austriache
Tutte le monete austriache, con rare eccezioni, recano il nome e la legenda del sovrano imperiale regnante con tutti i suoi attributi titolari. Sul retro è sempre presente uno scudo con l'immagine delle armi imperiali o del territorio corrispondente. Le indicazioni monetarie sono sempre in italiano e il valore delle monete d'oro o d'argento (e in alcuni casi anche per quelle di rame o di bronzo dopo l'introduzione del sistema centesimale) erano indicate con numeri che indicavano la quantità di lire austriache corrispondenti.
Solitamente sul bordo delle monete argentee si trovavano iscrizioni con motti allegorici (VIRTUTE ET CLEMENTIA, VIRTUTE ET EXEMPLO, PIETATE ET CONCORDIA, LEGE ET FIDE, IUSTITIA REGNORUM FUNDAMENTUM, RECTA TUERI, VIRIBUS UNITIS). I principali incisori delle monete austriache in Italia furono Luigi Manfredini, Laurenz Ponningen, Johann Weiss, Josef Daniel Bohm, Ignaz Rosner, Josef Schmitt.

### Sistema monetario austriaco
Partendo dal ducato di Milano, i domini austriaci conobbero un'evoluzione ed un continuo ammodernamento delle valute locali utilizzate. Da Maria Teresa d'Austria sino alla prima parte del regno di Francesco II d'Asburgo-Lorena, coesistevano nei domini diverse monete così riassumibili schematicamente:

Ducato di Milano:
- Sovrano di Fiandra
- ½ Sovrano di Fiandra
- Zecchino
- Scudo d'argento
- ½ Scudo d'argento
- 1 Lira
- ½ Lira
- 5 soldi
- 1 soldo
- ½ soldo
- Quattrino
- Sestino

Ducato di Mantova:
- Sovrano di Fiandra
- ½ Sovrano di Fiandra
- Zecchino
- 3 Lire
- 2 Lire
- 1 Lira
- 10 soldi
- 5 soldi
- 1 soldo
- Sesino

Il sistema di conto scelto alla fondazione del Regno Lombardo-Veneto fu quello milanese, restaurato dopo la parentesi napoleonica e preferito in quanto già armonizzato ai modelli tedeschi, mentre non fu restaurato l'antico retaggio di epoca medievale della complessa monetazione della Repubblica di Venezia. La coniazione austro-milanese consisteva in una monetazione nei classici tre metalli (oro, argento, rame), la quale andò a differenziarsi e perfezionarsi sotto i diversi sovrani che regnarono. All'epoca della sua fondazione nel Regno Lombardo-Veneto circolavano ancora le valute francesi, in quanto i pesanti debiti contratti in guerra non permettevano un'immediata coniazione. Fu solo dal 1822 che vennero proposte le nuove monete:
- Sovrana
- ½ Sovrana
- Scudo Nuovo da 6 lire
- ½  Scudo Nuovo (o Fiorino)
- 1 Lira austriaca
- ½ Lira austriaca
- ¼ Lira austriaca
- 5 centesimi (o soldo, in quanto un ventesimo di lira)
- 3 centesimi
- 1 centesimo

### Altre monete in uso
Vi furono anche monete in uso presso gli stati austriaci in Italia che avevano denominazioni diverse e che vennero scarsamente utilizzate come ad esempio: 
- la Doppia o Pistola, utilizzata al tempo di Maria Teresa e per parte del regno di Giuseppe II, era un retaggio dell'antica monetazione del ducato di Milano. Essa aveva un valore di 4 scudi, ovvero 25 lire milanesi.
- il Soldone di Mantova, una moneta coniata sotto il regno di Maria Teresa e del valore approssimativo di 3 soldi.
- il Tallero di convenzione, coniato per la circolazione nell'Impero Austriaco ma valevole nel Lombardo-Veneto.
- i 20 Kreutzer, 10 Kreutzer, 5 Kreutzer, 1 Kreutzer e ½ Kreutzer, coniati per la circolazione nell'Impero Austriaco ma valevoli anche nel Lombardo-Veneto.
- il Fiorino, coniato sotto i regni di Ferdinando I e Francesco Giuseppe I per la circolazione nell'Impero Austriaco ma valevole anche nel Lombardo-Veneto.
- la Corona d'oro, coniata per la circolazione nell'Impero Austriaco ma valevole anche nel Lombardo-Veneto.
- i 15 centesimi e i 10 centesimi, coniati sotto il regno di Francesco Giuseppe I per brevi annate.